# Ramos (Tarlac)
Ramos (Bayan ng Ramos) är en kommun i Filippinerna. Kommunen ligger på ön Luzon och tillhör provinsen Tarlac. Folkmängden uppgår till 16 889 invånare.
Ramos delas in i 9 barangayer.